# Liste der Naturdenkmale in Neuffen
| Naturdenkmale | Anzahl |
| ------------- | ------ |
| FND           | 15     |
| END           | 8      |
| Gesamt        | 23     |

Die Liste der Naturdenkmale in Neuffen nennt die verordneten Naturdenkmale (ND) der im baden-württembergischen Landkreis Esslingen liegenden Gemeinde Neuffen. In Neuffen gibt es insgesamt 23 als Naturdenkmal geschützte Objekte, davon 15 flächenhafte Naturdenkmale (FND) und 8 Einzelgebilde-Naturdenkmal (END).
Stand: 30. Oktober 2016.

## Flächenhafte Naturdenkmale (FND)
| Name                                                  | Bild | Kennung     | Einzelheiten                | Position | Fläche Hektar | Datum         |
| ----------------------------------------------------- | ---- | ----------- | --------------------------- | -------- | ------------- | ------------- |
| Barnberghöhle mit Fels                                |      | 81160462903 | Neuffen                     | ⊙        | 0,8           | 25. Aug. 1983 |
| Bauerlochhöhle und Magerrasen im Gewann Bauerlochberg |      | 81160462912 | Neuffen                     | ⊙        | 2,4           | 15. Juli 1997 |
| Felsen am Neuffener Parkplatz                         |      | 81160462929 | Erkenbrechtsweiler, Neuffen | ⊙        | 3,5           | 3. Apr. 1995  |
| Feuchtgebiet im Gewann Roggenacker                    | BW   | 81160462932 | Neuffen                     | ⊙        | 0,1           | 15. Juli 1997 |
| Feuchtgebiet im Gewann Üble Gärten                    | BW   | 81160462914 | Neuffen                     | ⊙        | 0,9           | 15. Juli 1997 |
| Großes Gieß im Gewann Pfaffenhalden                   |      | 81160462928 | Neuffen                     | ⊙        | 0,2           | 15. Juli 1997 |
| Hohlweg im Gewann In der Mittleren Steinach           | BW   | 81160462927 | Neuffen                     | ⊙        | 0,4           | 15. Juli 1997 |
| Höllöcher im Gewann Bauerlochberg                     | BW   | 81160462921 | Neuffen                     | ⊙        | 4,1           | 15. Juli 1997 |
| Lindenallee im Gewann Spadelsberg                     | BW   | 81160462916 | Neuffen                     | ⊙        | 0,5           | 15. Juli 1997 |
| Magerrasen im Gewann Schloßberg Egert                 | BW   | 81160462913 | Neuffen                     | ⊙        | 1,4           | 15. Juli 1997 |
| Magerrasen im Gewann Wendenweide                      | BW   | 81160462931 | Neuffen                     | ⊙        | 4,8           | 15. Juli 1997 |
| St. Theodors Buckel                                   | BW   | 81160462918 | Neuffen                     | ⊙        | 0,9           | 15. Juli 1997 |
| Steinbruch im Gewann Dentel                           |      | 81160462917 | Neuffen                     | ⊙        | 0,6           | 15. Juli 1997 |
| Vulkanembryo Blauer Rank                              | BW   | 81160462904 | Neuffen                     | ⊙        | 0,1           | 25. Aug. 1983 |
| Vulkanschlot und Weidelesfelsen                       | BW   | 81160462905 | Neuffen                     | ⊙        | 0,7           | 25. Aug. 1983 |
| Legende für Naturdenkmal                              |      |             |                             |          |               |               |

## Einzelgebilde (END)
| Name                         | Bild | Kennung     | Einzelheiten                                        | Position | Fläche Hektar | Datum         |
| ---------------------------- | ---- | ----------- | --------------------------------------------------- | -------- | ------------- | ------------- |
| Buchen im Gewann Spadelsberg | BW   | 81160462915 | Neuffen                                             | ⊙        | 0,0           | 15. Juli 1997 |
| 1 Birnbaum                   |      | 81160462907 | Neuffen Nicht mehr in der LUBW-Datenbank vorhanden. | ⊙        | 0,0           | 25. Aug. 1983 |
| 1 Birnbaum                   | BW   | 81160462908 | Neuffen                                             | ⊙        | 0,0           | 25. Aug. 1983 |
| 1 Birnbaum                   | BW   | 81160462910 | Neuffen                                             | ⊙        | 0,0           | 25. Aug. 1983 |
| 1 Birnbaum                   | BW   | 81160462911 | Neuffen                                             | ⊙        | 0,0           | 25. Aug. 1983 |
| 1 Kirschbaum                 | BW   | 81160462902 | Neuffen                                             | ⊙        | 0,0           | 25. Aug. 1983 |
| 1 Linde                      |      | 81160462901 | Neuffen                                             | ⊙        | 0,0           | 25. Aug. 1983 |
| 1 Platane                    | BW   | 81160462906 | Neuffen                                             | ⊙        | 0,0           | 25. Aug. 1983 |
| Legende für Naturdenkmal     |      |             |                                                     |          |               |               |